# (35067) 1989 LL
1989 LL (asteroide 35067) é um asteroide da cintura principal. Possui uma excentricidade de 0.11595910 e uma inclinação de 6.63009º.
Este asteroide foi descoberto no dia 4 de junho de 1989 por Eleanor F. Helin em Palomar.